# Ivánc
Ivánc é um município da Hungria, situado no condado de Vas. Tem 17,14 km² de área e sua população em 2015 foi estimada em 684 habitantes.